# Prix Marcel-Duchamp
Le prix Marcel-Duchamp, nommé d'après le pionnier de l’art contemporain Marcel Duchamp (1887-1968), est né en 2000 à l'initiative de collectionneurs d'art contemporain de l'Association pour la diffusion internationale de l'art français (ADIAF). Son ambition est de confirmer la notoriété d'un artiste français ou résidant en France, novateur et représentatif de sa génération, et travaillant dans le domaine des arts plastiques et visuels.

## Organisation
Le prix est organisé avec le concours du musée national d'art moderne (Centre Georges-Pompidou). Les artistes sont sélectionnés par un collectif d'amateurs d'art, l'association ADIAF, puis le lauréat du prix est élu par un jury international dont la composition change chaque année. Tous les modes d'expression des arts plastiques et visuels sont concernés : sculpture, installation, photographie, vidéo, peinture, etc. Le choix est généralement annoncé lors de la Fiac de Paris.
La dotation financière globale est de 90 000 €.
Pour chaque édition, une exposition spécifique est organisée au musée national d'art moderne du Centre Pompidou et un catalogue consacré au lauréat et aux sélectionnés est édité.

## Historique du prix Marcel-Duchamp
L’Association pour la diffusion internationale de l’art français (ADIAF) a été créée au début des années 1990 par Gilles Fuchs, alors pdg de Nina Ricci et collectionneur d'art, et le galeriste Daniel Templon, pour participer à une meilleure promotion et diffusion des œuvres des plasticiens français. En 2020, l’ADIAF compte près de 400 membres. On en devient membre par cooptation : il faut être collectionneur (mais ce critère incorpore des exceptions, en particulier quelques galeristes, des courtiers et des restaurateurs d’art) et s’intéresser à la scène artistique française.
Le prix est créé par cette association en 2000, pour mettre en lumière un plasticien vivant ou travaillant en France. Le prix est donc une initiative privée et non celle d'une institution publique, même si son attribution et les récompenses associées s'appuient sur un partenariat avec le Centre Pompidou, grâce à Alfred Pacquement (directeur du musée national d’art moderne au Centre Pompidou, de 2000 à 2013). Après des visites d’atelier organisées tout au long de l’année (70 visites environ), les membres de l'association désignent chacun quatre artistes qu’ils jugent éligibles. Puis un jury international composé de  membres de l’ADIAF (renouvelé aux deux tiers chaque année), ainsi que le ou la future commissaire de l’exposition des œuvres au Centre Pompidou, votent par short listes, ou listes successives de plus en plus restreintes, jusqu’à désigner quatre finalistes, puis le lauréat. Le président du jury est le directeur du musée national d’art moderne au Centre Pompidou,,.
Jusqu'en 2015, le lauréat était invité à créer une œuvre originale exposée ensuite au Centre Pompidou pendant deux mois et dont les frais de production étaient pris en charge par l'ADIAF à hauteur de 40 000 €. À partir de 2016, le nouveau format du prix prévoit une exposition collective des quatre artistes finalistes présentée pendant trois mois au Centre Pompidou au sein des 650 m2 de la Galerie 4.

## Lauréats et finalistes

### Prix 2000/2001

#### Lauréat
- Thomas Hirschhorn

#### Nommés
- Pierre Bismuth, né en 1963 à Paris
- Rebecca Bournigault, née en 1970 à Colmar
- Claude Closky, né en 1963 à Paris
- Thomas Hirschhorn, né en 1957 à Berne
- Felice Varini, né en 1952 à Locarno
- Xavier Veilhan, né en 1963 à Lyon

#### Jury
- Jean-Hubert Martin (président), directeur du Museum Kunstpalast – Düsseldorf
- Gilles Fuchs, collectionneur et président de l’ADIAF
- Ida Gianelli, directrice du Castello di Rivoli – Turin
- Rolf Hoffmann, collectionneur – Berlin
- Marin Karmitz, producteur de cinéma et collectionneur – Paris
- Jacqueline Matisse-Monnier, artiste - Paris
- Alfred Pacquement, directeur du musée national d’art moderne, Centre Pompidou – Paris

### Prix 2002

#### Lauréate
- Dominique Gonzalez-Foerster

#### Nommés
- Anri Sala, jeune plasticien d'origine albanaise
- Bernard Frize, peintre
- Dominique Gonzalez-Foerster, plasticienne
- Valérie Jouve, photographe
- Wang Du, plasticien chinois

#### Jury
- Alfred Pacquement (président)
- Christian Bernard, directeur du MAMCO – Genève
- Denyse Durand-Ruel, collectionneur – Paris
- Gilles Fuchs, collectionneur, président de l’ADIAF – Paris
- Lorand Hegyi, historien d'art, ex-conservateur du MMKSLW – Vienne
- Raymond Learsy, collectionneur – New York
- Jacqueline Matisse-Monnier, artiste – Paris

### Prix 2003

#### Lauréat
- Mathieu Mercier

#### Nommés
- Stéphane Couturier, photographies
- Claude Lévêque, installations
- Mathieu Mercier, sculptures, installations
- Pascal Pinaud, peintures
- Éric Poitevin, photographies

#### Jury
- Alfred Pacquement (président)
- Marie-Claude Beaud, directeur Fondation Musée d'Art moderne Grand-Duc Jean – Luxembourg
- Gilles Fuchs, collectionneur, président de l’Adiaf – Paris
- Jorge S. Helft, collectionneur – Buenos Aires
- Hélène Lemoine, collectionneuse – Bordeaux
- Jacqueline Matisse-Monnier, artiste – Paris
- Sir Nicholas Serota, directeur de la Tate – Londres

### Prix 2004

#### Lauréate
- Carole Benzaken

#### Nommés
- Valérie Belin, photographie
- Carole Benzaken, peinture, installations
- Philippe Cognée, peinture
- Richard Fauguet, sculptures, installations
- Philippe Ramette, photographie, installations

#### Jury
- Alfred Pacquement (président)
- Francisco Capelo, collectionneur (Portugal)
- Gilles Fuchs, collectionneur, président de l’Adiaf – France
- Antoine de Galbert, collectionneur – France
- Jacqueline Matisse-Monnier, artiste – France
- Dirk Snauwaert, directeur de l’Institut d’art contemporain « Nouveau Musée » de Villeurbanne – Belgique
- Harald Szeemann, commissaire d’expositions, ancien conservateur du Kunsthaus, Zurich – Suisse

### Prix 2005

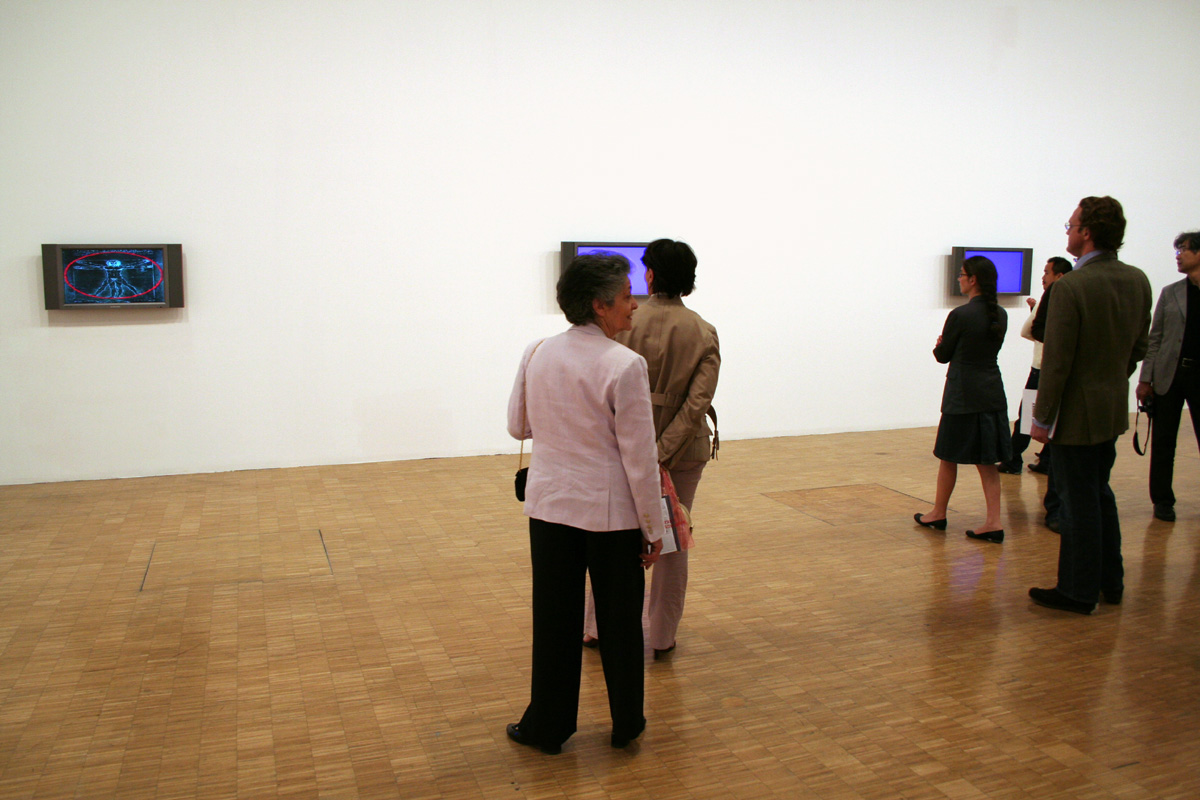
Installation Manège, par Claude Closky, le jour de la remise du prix. Espace 315, Centre Pompidou, Paris.

#### Lauréat
- Claude Closky[5]

#### Déroulement
Le prix a été décerné le samedi 8 octobre 2005 à la Fiac de Paris en présence de Renaud Donnedieu de Vabres, ministre de la Culture et de la Communication.
Pour la première fois depuis la création du prix, les artistes présentaient au public chacun une œuvre dans le cadre de la Fiac. Bien que le prix récompense un parcours artistique, cette exposition a eu une influence importante sur le jury et a donné une légitimation populaire (le public ayant visiblement apprécié le Journal de Closky plus que les œuvres de ses trois concurrents,). Le 10 octobre 2005, dans son discours en faveur des artistes à la Fiac (qui constitue la première « montée au créneau » d'un Premier ministre en faveur de l'art contemporain depuis Georges Pompidou), Dominique de Villepin a félicité Claude Closky.
Le 16 mai 2006 a été inaugurée l'installation Manège créée par Claude Closky à l'Espace 315 du Centre Pompidou dans le cadre du prix. Pour l'occasion, le prix Marcel-Duchamp a officiellement été remis à l'artiste, en présence du ministre de la Culture, Renaud Donnedieu de Vabres.

#### Nommés
- Kader Attia, vidéo, installations (rapporteur : Thierry Raspail)
- Gilles Barbier, dessins, installations (rapporteur : Catherine Millet)
- Olivier Blanckart, installations, photographies (rapporteur : Jean de Loisy)
- Claude Closky, multimédia (rapporteur : Marie-Claude Beaud)

#### Jury
- Alfred Pacquement, directeur du musée national d’art moderne, Centre Pompidou (président)
- Maria de Corral, directrice de la biennale de Venise
- Gilles Fuchs, président de l’ADIAF et collectionneur
- Anton Herbert, collectionneur
- Jacqueline Matisse-Monnier, artiste
- Hans Ulrich Obrist, commissaire d’expositions
- Alain-Dominique Perrin, président du Jeu de Paume et collectionneur

### Prix 2006

#### Lauréat
- Philippe Mayaux

#### Déroulement
Primé le samedi 28 octobre 2006, à la Fiac, Philippe Mayaux a été distingué « pour l'originalité de son travail, l'ambiguïté joyeuse et les sens multiples de son œuvre. »

#### Nommés
- Adel Abdessemed, né en 1971 à Constantine (rapporteur : Jean de Loisy, critique d’art)
- Leandro Erlich, né en 1973 à Buenos Aires (rapporteur : Danilo Eccher, directeur du MACRO, musée d’art contemporain de Rome)
- Philippe Mayaux, né en 1961 à Roubaix (rapporteur : Marc-Olivier Wahler, directeur du Palais de Tokyo)
- Bruno Peinado, né en 1970 à Montpellier (rapporteur : Nicolas Bourriaud, commissaire d’expositions, critique, écrivain)

#### Jury
- Dr Robert Fleck, directeur du Deichtorhallen - Hambourg
- Gilles Fuchs, président de l’ADIAF
- Fabrice Hergott, directeur des musées de Strasbourg
- Bernard Massini, collectionneur
- Jacqueline Matisse-Monnier, artiste
- Alfred Pacquement, directeur du musée national d'Art moderne, président du jury
- Patricia Sandretto Re Rebaudengo, collectionneur

### Prix 2007

#### Lauréate
- Tatiana Trouvé[10]

#### Déroulement
L’exposition des artistes nommés a eu lieu à Paris dans le cadre de la Fiac du 18 au 22 octobre 2007 à la Cour Carrée du Louvre. Le nom du lauréat a été dévoilé le samedi 20 octobre 2007.
Le jury a voulu saluer « l’univers très personnel de l’artiste, le rapport qu’elle entretient aux matériaux et aux espaces ainsi que la consistance de son projet artistique [et] le caractère visionnaire de sa démarche. »

#### Nommés
- Adam Adach, né en 1962 à Varsovie (Pologne), peintures (rapporteur : Julia Garimoth, conservateur au musée d’art moderne de la Ville de Paris) (galerie Jean Brolly)
- Pierre Ardouvin, né en 1955 à Crest (France), installations (rapporteur : Caroline Bourgeois, directrice artistique du Plateau - FRAC Île-de-France) (Galerie Chez Valentin)
- Richard Fauguet, né en 1963 à La Châtre (France), installations (rapporteur : Yannick Miloux, historien de l’art, directeur du FRAC Limousin) (galerie Art:Concept)
- Tatiana Trouvé, née en 1968 à Cosenza (Italie), installations (rapporteur : Elie During, agrégé de philosophie, professeur à l’École nationale des beaux-arts de Lyon et à l’École d'art de la Communauté de l'agglomération d'Annecy) (galeries Emmanuel Perrotin ; Almine Rech ; Johann König)

#### Jury
- Blake Byrne, collectionneur (États-Unis)
- Sylvio Perlstein, collectionneur (Belgique)
- Alfred Pacquement, directeur du musée national d'art moderne (France), président du jury
- Jacqueline Matisse-Monnier, artiste (France)
- Gilles Fuchs, président de l’ADIAF (France)
- Joëlle Pijaudier, directrice des Musées de Strasbourg (France)
- Adam Szymczyk, directeur du Kunstmuseum de Bâle (Suisse)

### Prix 2008

#### Lauréat
- Laurent Grasso

#### Déroulement
L’exposition des artistes nommés a eu lieu à Paris dans le cadre de la Fiac du 23 au 26 octobre 2008 à la Cour Carrée du Louvre. Le nom du lauréat a été dévoilé le samedi 25 octobre 2008.
« Renouant avec un imaginaire scientifique, Laurent Grasso aime à laisser flotter une ambiguïté entre le visuel et le réel, en mettant les technologies au service de sa démarche. Tout en faisant volontiers référence au cinéma, à l'architecture et à la littérature, comme aux expériences scientifiques ou militaires, il construit un univers du trouble, remarquablement maîtrisé dans ses scénographies. »

#### Nommés
- Michel Blazy, né en 1966 à Monaco, sculptures, installations (rapporteur : Marc-Olivier Wahler, directeur du Palais de Tokyo) (galerie Art:Concept)
- Stéphane Calais, né en 1967 à Arras, sculptures, installations (rapporteur : Jean de Loisy, commissaire d’exposition, critique d’art) (galerie Jocelyn Wolff)
- Laurent Grasso, né en 1972 à Mulhouse, installations, vidéo (rapporteur : Michel Gauthier, critique d’art) (galerie Chez Valentin)
- Didier Marcel, né en 1961 à Besançon, sculptures (rapporteur : Xavier Douroux, directeur du Consortium de Dijon) (galerie Michel Rein)

#### Jury
- Pierre Darier, collectionneur, président du MAMCO (Suisse)
- Alfred Pacquement, directeur du musée national d'Art moderne (France)
- Jacqueline Matisse-Monnier, artiste (France)
- Gilles Fuchs, président de l’ADIAF (France)
- Julia Peyton-Jones, directrice de la Serpentine Gallery (Royaume-Uni)
- Guy Tosatto, directeur du musée de Grenoble (France)
- Walter Van Haerents, collectionneur (Belgique)

### Prix 2009

#### Lauréat
- Saâdane Afif (recevoir ce prix l'amènera à entamer le projet Fountain Archive basé sur la Fontaine de Duchamp).

#### Déroulement
L’exposition des artistes nommés a lieu à Paris dans le cadre de la Fiac du 22 au 25 octobre 2009 à la Cour Carrée du Louvre. Le nom du lauréat est dévoilé le samedi 24 octobre.

#### Nommés
- Saâdane Afif, né en 1970 (sculpture et installation) (rapporteur : Zoë Gray, curatrice au Witte de With de Rotterdam)
- Damien Deroubaix, né en 1972 (peinture) (rapporteur : Ralph Melcher, directeur du musée de la Sarre à Sarrebruck)
- Nicolas Moulin, né en 1970 (vidéo) (rapporteur : Eric Mangion, directeur du Centre national dʼart contemporain de la Villa Arson)
- Philippe Perrot, né en 1967 (peinture) (rapporteur : Caroline Bourgeois, commissaire dʼexposition, conseiller artistique auprès de la François Pinault Foundation)

#### Jury
- James Cottrell, collectionneur (États-Unis)
- Alfred Pacquement, directeur du Musée national d'art moderne (France), président du jury
- Jacqueline Matisse-Monnier, artiste (France)
- Gilles Fuchs, président de l’ADIAF (France)
- Dakis Joannou, collectionneur (Grèce)
- Kasper König, directeur du Musée Ludwig, Cologne (Allemagne)
- Charlotte Laubard, directrice du CAPC de Bordeaux (France)

### Prix 2010

#### Lauréat
- Cyprien Gaillard

#### Déroulement
L’exposition des artistes nommés a lieu à Paris dans le cadre de la Fiac du 21 au 24 octobre 2010 à la Cour Carrée du Louvre. Le nom du lauréat a été dévoilé le samedi 23 octobre.

#### Nommés
- Céleste Boursier-Mougenot, né en 1961
- Cyprien Gaillard, né en 1980
- Camille Henrot, née en 1978
- Anne-Marie Schneider, née en 1962

#### Jury
- Nicolas Bourriaud, commissaire et critique d’art (France)
- Carolyn Christov Bakargiev, commissaire et critique, directrice artistique de la documenta 13 de Cassel (États-Unis, Italie)
- Rosa de La Cruz, collectionneur (États-Unis)
- Toshio Hara, collectionneur (Japon)
- Alfred Pacquement, directeur du Musée national d'art moderne (France), président du jury
- Jacqueline Matisse-Monnier, artiste (France)
- Gilles Fuchs, président de l’ADIAF (France)

### Prix 2011

#### Lauréat
- Mircea Cantor[13] pour son œuvre Fishing Flies

#### Déroulement
L’exposition des artistes nommés a lieu à Villeneuve-d'Ascq, au LAM, du 12 juillet au 11 septembre 2011.
Le nom du lauréat a été dévoilé le samedi 22 octobre lors de la Fiac.

#### Nommés
- Damien Cabanes, né en 1959
- Mircea Cantor, né en 1977
- Guillaume Leblond, né en 1971
- Samuel Rousseau, né en 1971

#### Jury
- Carolyn Christov Bakargiev, commissaire et critique, directrice artistique de la documenta 13 de Cassel (2012) (Etats-Unis, Italie)
- Rosa de La Cruz, collectionneur (États-Unis)
- Gilles Fuchs, président de l’ADIAF, collectionneur (France)
- Zoë Gray, commissaire au Witte de With de Rotterdam (Pays-Bas)
- Jacqueline Matisse-Monnier, artiste, belle-fille de Marcel Duchamp (France, États-Unis)
- Alfred Pacquement, directeur du Musée national d'art moderne, président du jury (France)
- Olympio da Veiga Pereira, collectionneur (Brésil)

### Prix 2012

#### Lauréats
- Daniel Dewar & Grégory Gicquel

#### Déroulement
Le nom des lauréats a été dévoilé le samedi 20 octobre lors de la Fiac.

#### Nommés
- Daniel Dewar et Grégory Gicquel
- Valérie Favre
- Bertrand Lamarche
- Franck Scurti

#### Jury[14]
- Gilles Fuchs, président
- Michel Delfosse, collectionneur
- Jacqueline Matisse-Monnier, artiste
- Nanjo Fumio, directeur du Mori Art Museum à Tokyo
- Alfred Pacquement
- Beatrix Ruf, directrice de la Kunsthalle de Zürich
- Muriel Salem, collectionneuse britannique

### Prix 2013

#### Lauréat
- Latifa Echakhch

#### Déroulement
Le nom du lauréat est annoncé le 26 octobre 2013 lors de la Fiac.

#### Nommés
- Farah Atassi
- Latifa Echakhch
- Claire Fontaine
- Raphaël Zarka

#### Jury
- Bernhard Mendes Bürgi, Directeur du Kunstmuseum de Bâle (Suisse)
- Gilles Fuchs, président de l’ADIAF, collectionneur (France)
- Jacqueline Matisse-Monnier, artiste (France, États-Unis)
- Alfred Pacquement, directeur du musée national d’art moderne, Centre Pompidou, président du jury (France)
- Giovanni Springmeier, collectionneur (Allemagne)
- Poul Erik Tøjner, directeur du Louisiana Museum of Modern Art de Copenhague (Danemark)
- Sylvie Winckler, collectionneuse (France)

### Prix 2014

#### Lauréat
- Julien Prévieux

#### Déroulement
Le nom du lauréat a été annoncé le 25 octobre 2014 lors de la Fiac. Il sera invité par le Centre Pompidou pour une exposition personnelle prévue à l’automne 2015. L’ADIAF remettra au lauréat une dotation financière de 35 000 euros et participera à la production de l’œuvre à hauteur de 30 000 euros. Un catalogue sera réalisé autour des quatre artistes nommés.

#### Nommés
- Evariste Richer (né en 1969) (rapporteur : Florence Ostende)
- Julien Prévieux (né en 1974) (rapporteur : Elie During, maître de conférences en philosophie)
- Théo Mercier (né en 1984) (rapporteur : Stéphane Corréard, critique d’art et  commissaire d’exposition)
- Florian et Michaël Quistrebert (nés en 1982 et 1976) (rapporteur : Pascal Rousseau, historien d’art et commissaire d’exposition)

#### Jury
- Robert Storr, commissaire indépendant, doyen de l'école des beaux-arts, université Yale (États-Unis)
- Gilles Fuchs, président de l’ADIAF, collectionneur (France)
- Jacqueline Matisse-Monnier, artiste (France, États-Unis)
- Bernard Blistène, directeur du musée national d’art moderne, Centre Pompidou (France)
- Anibal Y. Jozami, collectionneur (Argentine)
- Thierry Raspail, directeur du musée d'art contemporain et directeur artistique de la Biennale d'art contemporain de Lyon (France)
- Joop N. A. Van Caldenborgh, collectionneur (Pays-Bas)

### Prix 2015

#### Lauréat
- Melik Ohanian

#### Déroulement
Le nom du lauréat a été annoncé le 24 octobre 2015 lors de la Fiac. Il est invité par le Centre Pompidou pour une exposition personnelle prévue à l'été 2016. L’ADIAF a remis au lauréat une dotation financière de 35 000 euros et participera à la production de l’œuvre à hauteur de 30 000 euros. Un catalogue a été réalisé autour des quatre artistes nommés.

#### Nommés
- Davide Balula (né en 1978)
- Neïl Beloufa (né en 1985)
- Melik Ohanian (né en 1969)
- Zineb Sedira (née en 1963)

#### Jury
- Didier Grumbach (France), collectionneur
- Hou Hanru (Chine-France), directeur artistique du Maxxi, Musée national des arts du XXIe siècle, Rome
- Gilles Fuchs, président de l’ADIAF, collectionneur (France)
- Jacqueline Matisse-Monnier, artiste (France, États-Unis)
- Bernard Blistène, directeur du musée national d’art moderne, Centre Pompidou (France)
- Giuliana Setari-Carusi (Italie), collectionneuse
- René Zechlin (Allemagne), directeur du musée Wilhelm Hack, Ludwigshafen

### Prix 2016

#### Lauréat
- Kader Attia[15]

#### Déroulement
Le nom du lauréat a été annoncé le 18 octobre 2016 au Centre Pompidou, à l'occasion de l'exposition collective regroupant les quatre artistes nommés. L’ADIAF remettra au lauréat une dotation financière de 35 000 euros et participera à la production de l’œuvre à hauteur de 30 000 euros. Un catalogue sera réalisé autour des quatre artistes nommés.

#### Nommés
- Kader Attia (né en 1970)
- Ulla von Brandenburg (née en 1974)
- Yto Barrada (née en 1971)
- Barthélémy Toguo (né en 1967)

#### Jury
- Iwona Blazwick (Royaume Uni), directrice de la Whitechapel Art Gallery, Londres
- Bernard Blistène (France), directeur du Musée national d’art moderne, Centre Pompidou, Paris
- Manuel  Borja-Villel (Espagne), directeur du Musée national centre d'art Reina Sofía, Madrid
- Laurent Dumas (France), collectionneur, président d’Emerige
- Gilles Fuchs (France), collectionneur, président de l’ADIAF
- Erika  Hoffmann (Allemagne), collectionneuse, Sammlung Hoffmann, Berlin
- Akemi Shiraha (France-Japon), représentante de l’association Marcel Duchamp pour le prix

### Prix 2017

#### Lauréats
- Joana Hadjithomas et Khalil Joreige

#### Déroulement
Le nom des lauréats a été annoncé le 16 octobre 2017 au Centre Pompidou, à l'occasion de l'exposition collective regroupant les quatre artistes nommés. L’ADIAF remettra au lauréat une dotation financière de 35 000 euros et participera à la production de l’œuvre à hauteur de 30 000 euros. Un catalogue sera réalisé autour des quatre artistes nommés.
Le jury indique que les lauréats « incarnent à merveille ces artistes étrangers qui ont choisi de venir en France pour la qualité et de l’effervescence de la vie artistique qu’ils y trouvent ».

#### Nommés
- Maja Bajevic (née en 1967)
- Joana Hadjithomas et Khalil Joreige (nés en 1969)
- Charlotte Moth (née en 1978)
- Vittorio Santoro (né en 1962)

#### Jury
- Bernard Blistène (France), directeur du Musée national d’art moderne, Centre Pompidou, Paris
- Gilles Fuchs (France), collectionneur, président de l’ADIAF
- Carmen Gimenez (États-Unis), commissaire d’expositions, Solomon R. Guggenheim Museum, New York
- Mao Jihong (Chine), collectionneur, président, Exception de Mixmind et Fangsuo, Guangzhou
- Jérôme Sans (France), directeur artistique, commissaire d’expositions
- Erika  Hoffmann (Allemagne), collectionneuse, Sammlung Hoffmann, Berlin
- Akemi Shiraha (France-Japon), représentante de l’association Marcel Duchamp pour le prix

### Prix 2018

#### Lauréat
- Clément Cogitore

#### Nommés
- Clément Cogitore (né en 1983)
- Mohamed Bourouissa (né en 1978)
- Marie Voignier (née en 1974)
- Thu Van Tran (née en 1979)[17]

#### Jury
- Bernard Blistène (France), directeur du musée national d’art moderne, Centre Pompidou, Paris
- Gilles Fuchs (France), collectionneur, président de l’ADIAF
- Jean Claude Gandur, collectionneur, président de la fondation Gandur pour l’Art
- Maja Hoffmann, collectionneuse, présidente de Luma Foundation
- Laurent Le Bon, président du musée Picasso-Paris
- Marina Loshak, directrice du musée des beaux-arts Pouchkine, Moscou
- Akemi Shiraha, représentante de l’association Marcel-Duchamp

### Prix 2019

#### Lauréat
- Éric Baudelaire[18]

#### Nommés
- Éric Baudelaire (né en 1973)
- Katinka Bock (née en 1976)
- Marguerite Humeau (née en 1986)
- Wilfried Mille et Ida Tursic (nés en 1974)

#### Jury
- Bernard Blistène (France), directeur du musée national d’art moderne, Centre Pompidou, Paris
- Joao Fernandes, Directeur adjoint du Museo National de Arte Reina Sofia, Madrid
- Gilles Fuchs (France), collectionneur, président de l’ADIAF
- Jean de Loisy, Directeur des Beaux-Arts de Paris
- Afroditi Panagiotakou, Collectionneuse, Directrice de la Culture, Fondation Onassis
- Catherine Petitgas, Collectionneuse, Présidente de Fluxus Art Projects et du Conseil International de la Tate
- Akemi Shiraha, représentante de l’association Marcel-Duchamp

### Prix 2020

#### Lauréate
- Kapwani Kiwanga[19]

#### Nommés[20]
- Alice Anderson (née en 1972)
- Hicham Berrada (né en 1986)
- Kapwani Kiwanga (née en 1978)
- Enrique Ramirez (né en 1979)

#### Jury
- Bernard Blistène, directeur du musée national d’art moderne, Centre Pompidou, Paris - président du jury
- Chris Dercon, président de la Réunion des musées nationaux-Grand Palais, RMN
- Gilles Fuchs, collectionneur, président de l’ADIAF
- Michèle Guyot-Roze, collectionneuse, Vice-présidente de la Fondation Hippocrène, France
- Gitte Ørskou, directrice du Moderna Museet de Stockholm, Suède
- Akemi Shiraha, représentante de l’Association Marcel Duchamp
- Marie-Cécile Zinsou, collectionneuse, présidente de la Fondation Zinsou, Bénin

### Prix 2021

#### Lauréate
- Lili Reynaud Dewar (née en 1975)[21]

#### Nommés[22]
- Julian Charrière (né en 1987)
- Isabelle Cornaro (née en 1974)
- Julien Creuzet (en) (né en 1986)
- Lili Reynaud Dewar (née en 1975)

#### Jury
- Leon Amitai, Collectionneur, entrepreneur, Colombie
- Claude Bonnin, Collectionneur, président de l’ADIAF
- Shalva Breus, Collectionneur, fondateur de la Fondation Breus et du Prix Kandinsky, Russie
- Emma Lavigne, Présidente du Palais de Tokyo, Paris
- Xavier Rey, Directeur du Musée national d’art moderne, Centre Pompidou
- Annabelle Ténèze, Directrice de Abattoirs, Musée Frac Occitanie Toulouse
- Akemi Shiraha, Représentante de l’association Marcel Duchamp

### Prix 2022

#### Lauréate
- Mimosa Echard (née en 1986)

#### Déroulement
Le nom du lauréat est annoncé le 17 octobre 2022 au Centre Pompidou, à l'occasion de l'exposition collective regroupant les quatre artistes nommés. L’ADIAF remettra au lauréat une dotation financière de 35 000 euros et participera à la production de l’œuvre à hauteur de 40 000 euros. Un catalogue est réalisé autour des quatre artistes nommés.

#### Nommés
- Giulia Andréani (née en 1985)
- Iván Argote (né en 1983)
- Philippe Decrauzat (né en 1974)
- Mimosa Echard (née en 1986)

#### Jury
- Xavier Rey, Directeur du Musée national d’art moderne, Centre Pompidou, Paris
- Claude Bonnin, Collectionneur, Président de l’ADIAF
- Akemi Shiraha, Représentante de l’association Marcel Duchamp
- Nathalie Mamane-Cohen, Collectionneuse (France)
- Pedro Barbosa, Collectionneur (Brésil)
- Cécile Debray, Présidente du Musée national Picasso Paris (France)
- Elsy Lahner, conservatrice, Albertina Museum, Vienne (Autriche)

### Prix 2023

#### Lauréat
- Tarik Kiswanson

#### Nommés
- Bertille Bak (née en 1983)
- Bouchra Khalili (née en 1975)
- Tarik Kiswanson (né en 1986)
- Massinissa Selmani (née en 1980)

#### Jury
- Xavier Rey, Directeur du Musée national d’art moderne, Centre Pompidou, Paris
- Claude Bonnin, Collectionneur, Président de l’ADIAF
- Akemi Shiraha, Représentante de l’association Marcel Duchamp
- Dr. Jimena Blazquez Abascal, Collectionneuse, Directrice de la Fondation contemporaine Montenmedio (Espagne)
- Dr. Josée Gensollen, Collectionneuse, Collection Gensollen La Fabrique, Marseille (France)
- Béatrice Salmon, Directrice du Centre national des arts plastiques, CNAP (France)
- Adam D. Weinberg, Directeur du Whitney Museum of American Art (Etats-Unis)

### Prix 2024

#### Lauréat
- Gaëlle Choisne[23]

#### Nommés
- Abdelkader Benchamma
- Gaëlle Choisne
- Angela Detanico et Rafael Lain
- Noémie Goudal

### Prix 2025

#### Nommés
- Lionel Sabatté[24],[25]
- Xie Lei (en)[24],[25]
- Eva Nielsen (en)[24],[25]
- Bianca Bondi[24],[25]